# Blacus albipalpis
Blacus albipalpis är en stekelart som beskrevs av Van Achterberg 1988. Blacus albipalpis ingår i släktet Blacus och familjen bracksteklar. Inga underarter finns listade.